# Rodrigo Etchart
Rodrigo Etchart (Buenos Aires, 12 de enero de 1994) es un jugador argentino de rugby 7 que se desempeña en la posición de wing. Formó parte de la Selección de rugby 7 que ganó la medalla de bronce en los Juegos Olímpicos de Tokio 2020. Etchart también integró la Selección de rugby 7 que participó en los Juegos Olímpicos de Río de Janeiro 2016 y obtuvo diploma olímpico tras llegar a cuartos de final. 

## Clubes
| Club            | País      | Tipo    |
| --------------- | --------- | ------- |
| San Isidro Club | Argentina | Amateur |

## Palmarés
- Medalla de bronce en los Juegos Olímpicos de Tokio 2020[2]

- Diploma olímpico en los Juegos Olímpicos de Río de Janeiro 2016